# Винени
Винени (на гръцки: Πύλη, Пили, до 1926 година Βίνενι, Винени, на албански: Vinani) е село в Република Гърция, в дем Преспа, област Западна Македония.

## География
Селото е разположено на 47 километра западно от град Лерин (Флорина) близо до западния бряг на Малкото Преспанско езеро, близо до границата с Албания. На север Винени граничи с Преспанското езеро, на югозапад с Орово (Пиксос), на изток с Малкото Преспанско езеро, на запад с Граждено (Врондеро) и на североизток с Нивици (Псарадес). Преди 1923 година Винени има две махали: Горна махала (на албански Mehalla e Sipërme) и Долна махала (Mehalla e Pošteme).

## История

### Средновековие
На 3 km югоизточно от Винени, на мястото на Старото село, са развалините на църквата „Свети Николай“ от XIII век.

### В Османската империя
Селото е засвидетелствано в XV век. В XV век във Винани са отбелязани поименно 49 глави на домакинства. Селото се споменава в османски дефтер от 1530 година под името Винани, хас на падишаха, с 25 ханета гяури, 24 ергени гяури и 1 вдовица гяурка.
В XIX век селото е с българско население, но поради по-доброто разположение българите са прогонени от албанците живеещи в Гражден.
В началото на XX век Винени е чисто арнаутско село в Битолска каза. Според статистиката на Васил Кънчов („Македония. Етнография и статистика“) в 1900 година в селото живеят 155 арнаути мохамедани.
На Етнографската карта на Битолския вилает на Картографския институт в София от 1901 година Винени е чисто албанско село в Битолската каза на Битолския санджак с 37 къщи.
По данни на секретаря на екзархията Димитър Мишев („La Macédoine et sa Population Chrétienne“) в 1905 година във Винени (Vineni) има 306 албанци.
При избухването на Балканската война в 1912 година един човек от Винени е доброволец в Македоно-одринското опълчение.
Преди 1923 година в селото има следните фамилии Бодеви (Bode), Гупеви (Gupe), Мерчелеви (Merçellinj), Мухаметови (Muhametllinj), Рустмови (Rustemllinj).

### В Гърция
През войната в селото влизат гръцки части, а след Междусъюзническата война Винени попада в Гърция. Боривое Милоевич пише в 1921 година („Южна Македония“), че Винени има 18 къщи арнаути мохамедани. В 1924 година албанското население на селото (202 души) се изселва и на негово място са настанени 173 понтийски гърци бежанци от Турция. В 1928 година селото е чисто бежанско и има 24 бежански семейства с 97 души.
По време на Гражданската война селото е изоставено, като жителите му понтийци се заселват в напуснатото българско село Орово. След войната във Винени са заселени власи номади от Епир. 
Според изследване от 1993 година селото е чисто влашко, като влашкият език е запазен на средно ниво.
| Албански топоними от Винени преди изселването в 1923 година | Албански топоними от Винени преди изселването в 1923 година | Албански топоними от Винени преди изселването в 1923 година                                                                      |
| Име                                                         | Име                                                         | Обяснение |
| ----------------------------------------------------------- | ----------------------------------------------------------- | --- |
| Ara                                                         |                                                             | ниви на И |
| Ara e Petkos                                                | Ниви на Петко                                               | ниви на СИ |
| Barburë/a                                                   |                                                             | местност с дъб и храсти на С |
| Çok/u                                                       | Чок                                                         | хълм и река на З |
| Dher i Bardhë                                               |                                                             | крайбрежие с бяла почва на С |
| Fojë/a                                                      |                                                             | местност с хвойна и бор на Ю |
| Fusha e Vinanit                                             | Виненско поле                                               | поле край езерото на Ю |
| Guna                                                        |                                                             | местност с дъб на СИ |
| Gur i Shpuar                                                |                                                             | дупка в скала, през която се минава за здраве, за да няма трудности при раждане, дебелите се откупват с хвърляне на пари наблизо |
| Guri i Yzos                                                 |                                                             | скала край езерото на СИ |
| Hani i Manes                                                |                                                             | хан и магазин в центъра |
| Hani i Shites                                               |                                                             | стар хан в центъра |
| Ixvori                                                      | Извор                                                       | скален извор на ЮИ |
| Klishë/a                                                    | Църква                                                      | развалини на стара църква на И                                                                                                   |
| Klish/a e Prishur                                           |                                                             | развалини на стара църква в дъбова горичка на З                                                                                  |
| Kopaç/i                                                     | Копач                                                       | дъбова и букова гора на ЮИ |
| Korie/a                                                     | Кория                                                       | дъбова гора на С |
| Koria e Malos                                               | Кория на Мало                                               | гора, собственост на Мало |
| Koria e Meçes                                               | Кория на Мечо                                               | дъбова гора на С |
| Krinë/a                                                     |                                                             | скалист бряг на СИ |
| Kroi i Çokut                                                |                                                             | чешма на ЮИ |
| Krypenicë/a                                                 | Крипеница                                                   | крайбрежие на С |
| Kulla e Hailit                                              |                                                             | кула на СИ |
| Kumbulla e Egërt                                            |                                                             | хълм със слива на С |
| Kumbullat e Xhamisë                                         |                                                             | поляна със сливи на З |
| Kurilë/a                                                    | Курила                                                      | висок хълм на С |
| Kutlishtë/a                                                 | Кутлища                                                     | хълм с ниви и частично покрит с дъб на С                                                                                         |
| Lëm i Shites                                                |                                                             | хан близо до центъра |
| Liqen/i                                                     | Езеро                                                       | Малкото езеро на ЮИ |
| Lis i Xhamisë                                               |                                                             | бряг с вековен дъб |
| Luadhet                                                     |                                                             | пасище в полето |
| Lum i Çokut                                                 |                                                             | малка река |
| Llapa                                                       |                                                             | ниви на СИ |
| Llazorkë/a                                                  | Лазорка                                                     | бряг, покрит с дъб на З |
| Maja e Çokut                                                | Чок                                                         | връх на З |
| Maj/a e Fojës                                               | Фоя                                                         | скалист връх на СИ |
| Maj/a e Golinës                                             | Голина                                                      | връх на СИ, покрит с гора |
| Maj/a e Kurilës                                             | Курила                                                      | връх на С, покрит с храсти и дъб                                                                                                 |
| Maj/a e Plloshtës                                           |                                                             | връх на СИ, покрит с дъб |
| Mburim i Barburës                                           |                                                             | извор на С |
| Mejtep/i                                                    |                                                             | развалини на турско училище |
| Monolidhe/ja e Gupes                                        |                                                             | поле и гора с дъб на С |
| Mulliri i Ri                                                | Новата мелница                                              | развалини на мелница на Ю |
| Mulliri i Vjetër                                            | Старата мелница                                             | развалини на мелница на Ю |
| Përzhiku                                                    | Пържик                                                      | планина на З |
| Përroi i Stërmelit                                          | Стърмелски порой                                            | порой на З |
| Përroi i Zodollit                                           | Здролски порой                                              | порой на С |
| Plepishnjë/a                                                | Плепишна                                                    | местност с тополи в полето на СИ                                                                                                 |
| Pllostë/a                                                   |                                                             | планина на Ю, покрита |
| Plenë/a                                                     | Плена                                                       | планинска местност на И, покрита с дъб                                                                                           |
| Pus i Hajdutëve                                             | Хайдушки кладенец                                           | кладенец до гора на ЮИ |
| Pyll i Kurilës                                              | Курила                                                      | гора с дъб и габър на З |
| Pyll i Osojt                                                | Осой                                                        | гора с дъб и габър на З |
| Pyll i Polenës                                              | Полена                                                      | гора с дъб на З |
| Ramina                                                      | Рамина                                                      | местност с дъб на С |
| Rëmb/i                                                      | Ръмби                                                       | село |
| Rogoz/i, Rrogoz/i                                           | Рогоз                                                       | малък остров в Малкото езеро на И                                                                                                |
| Rug e Barburës                                              | Барбурски път                                               | пътека, която води до полето на С                                                                                                |
| Rug e Klepishnjës                                           | Клепишненски път                                            | пътека, която води до Ръмби |
| Rug e Lisave                                                |                                                             | път с два вековни дъба в Ръмби на СИ                                                                                             |
| Rug e Osojt                                                 | Осойски път                                                 | път водещ до Дробитища на Ю |
| Rug e Vareve                                                |                                                             | пътят до селските гробища на СИ                                                                                                  |
| Rug e Xhamisë                                               |                                                             | пътят до джамията |
| Rrota                                                       | Рота                                                        | скалист хълм на СИ |
| Selishtë                                                    | Селище                                                      | местност с дъбове на С |
| Soteske/a                                                   | Сътеска                                                     | поле на З |
| Trarët e Manes                                              |                                                             | хълм на СЗ |
| Udh/a e Lopëve                                              |                                                             | планински път на С, по който са водени кравите на паша                                                                           |
| Uj i Bekuar                                                 |                                                             | извор на С |
| Ura e Halilit                                               |                                                             | дъсчен мост на СИ, където двете езера се съединяват                                                                              |
| Varri i Rexhepkës                                           |                                                             | гробът на Реджепка, убит от българските войски през 1914 година, на И                                                            |
| Vend/i i Babanckos                                          |                                                             | планинска местност, в която се укривал Бабанцко, български войвода                                                               |
| Vertishte                                                   | Вертище                                                     | местност на С |
| Vidra                                                       | Видринец                                                    | остров в Малкото езеро на И |
| Vreshtë/a                                                   |                                                             | лозя в полето на С |
| Vresht i Rexhepkës                                          |                                                             | лозе на вдовицата на Реджепка на СИ                                                                                              |
| Zidoll/i                                                    | Зидол                                                       | хълм с дъб и габер |

Преброявания
- 1940 – 207 души
- 1951 – 0 души
- 1961 – 122 души
- 1971 – 112 души
- 1981 – 137 души
- 1991 – 118 души
- 2001 – 116 души
- 2011 – 89 души

## Личности
Родени във Винени
- Исмаил Орхан, арестуван преди април 1904 година, обвинен в кражба на „платно, шаяк и един чифт чорапи“, осъден на 1 година от Първостепенния наказателен отдел, амнистиран с общата амнистия от 12 април 1904 година[17]